# Ithaca, New York
Ithaca, denumit după insula elenă Ithaca, este un oraș, municipalitate și sediul comitatului Tompkins din statul american New York, Statele Unite ale Americii. 